# Ozarkia blanda
Espèce
Synonymes
- Leptoneta blanda Gertsch, 1974
- Neoleptoneta blanda (Gertsch, 1974)

Ozarkia blanda est une espèce d'araignées aranéomorphes de la famille des Leptonetidae.

## Distribution
Cette espèce est endémique d'Alabama aux États-Unis. Elle se rencontre dans la grotte Ingram Cave dans le comté de Blount.

## Description
La femelle holotype mesure 1,55 mm.

## Publication originale
- Gertsch, 1974 : The spider family Leptonetidae in North America. Journal of Arachnology, vol. 1, no 3, p. 145-203 (texte original).